# Haus Junger Talente

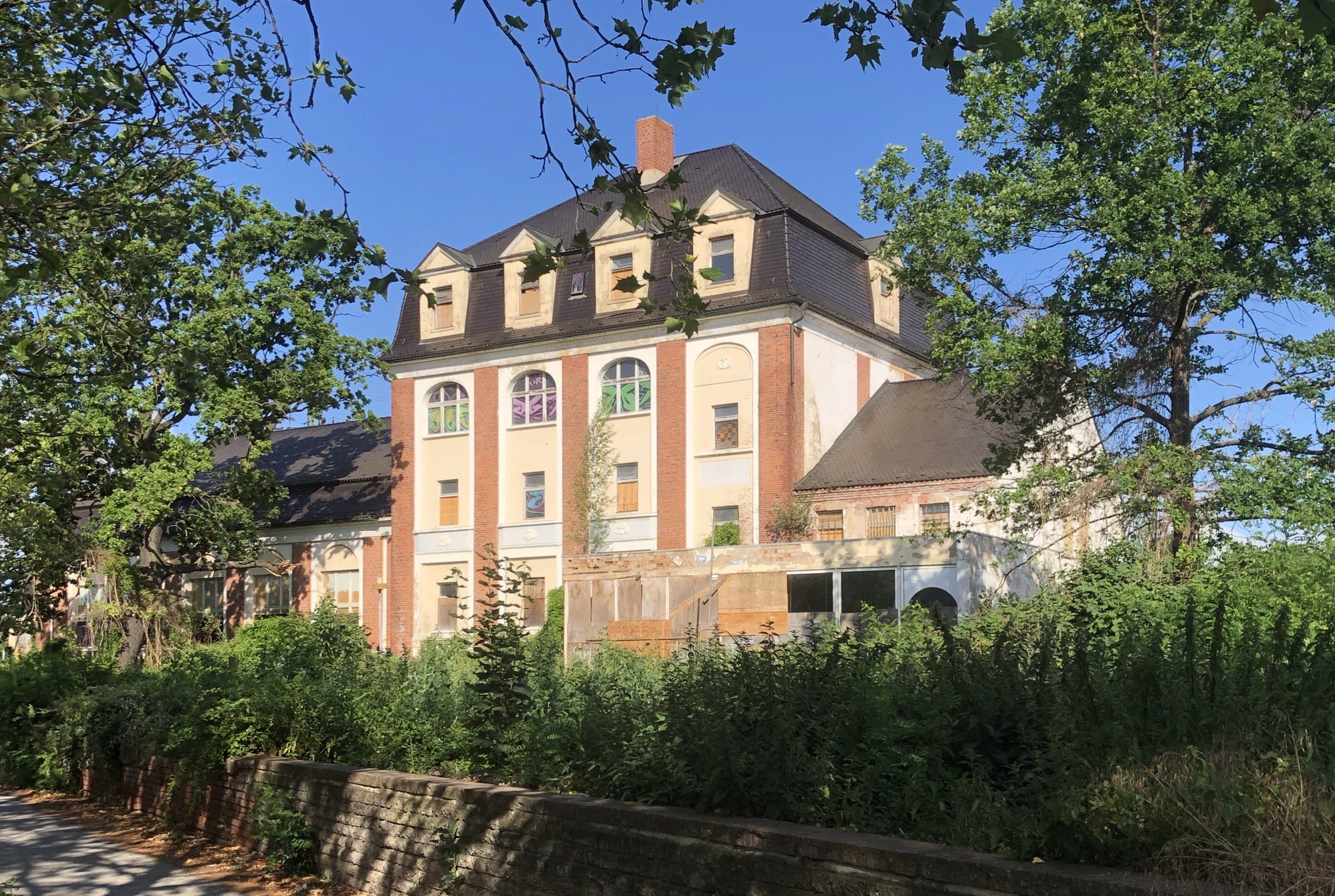
Haus Junger Talente, 2019

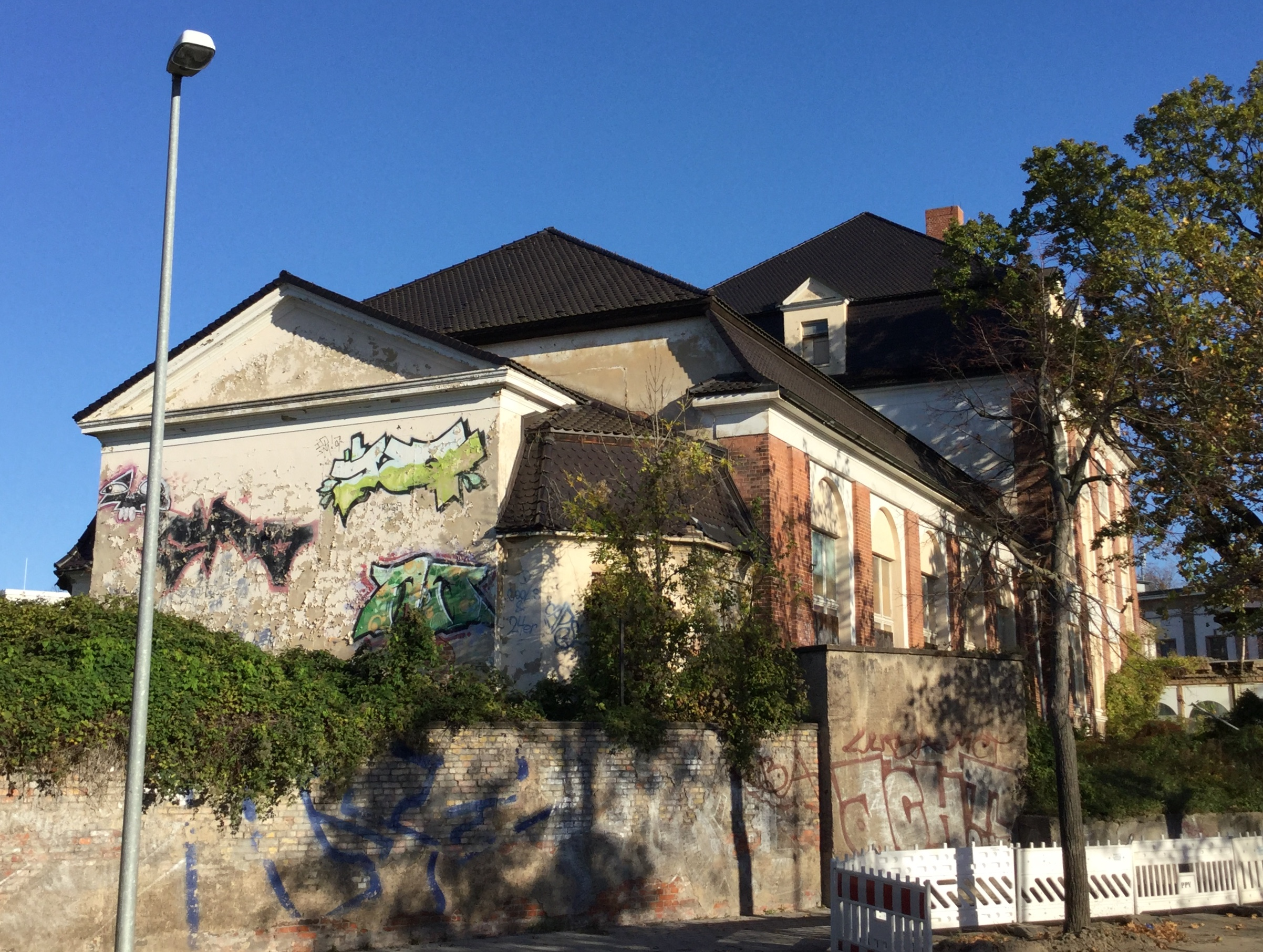
Südwestflügel

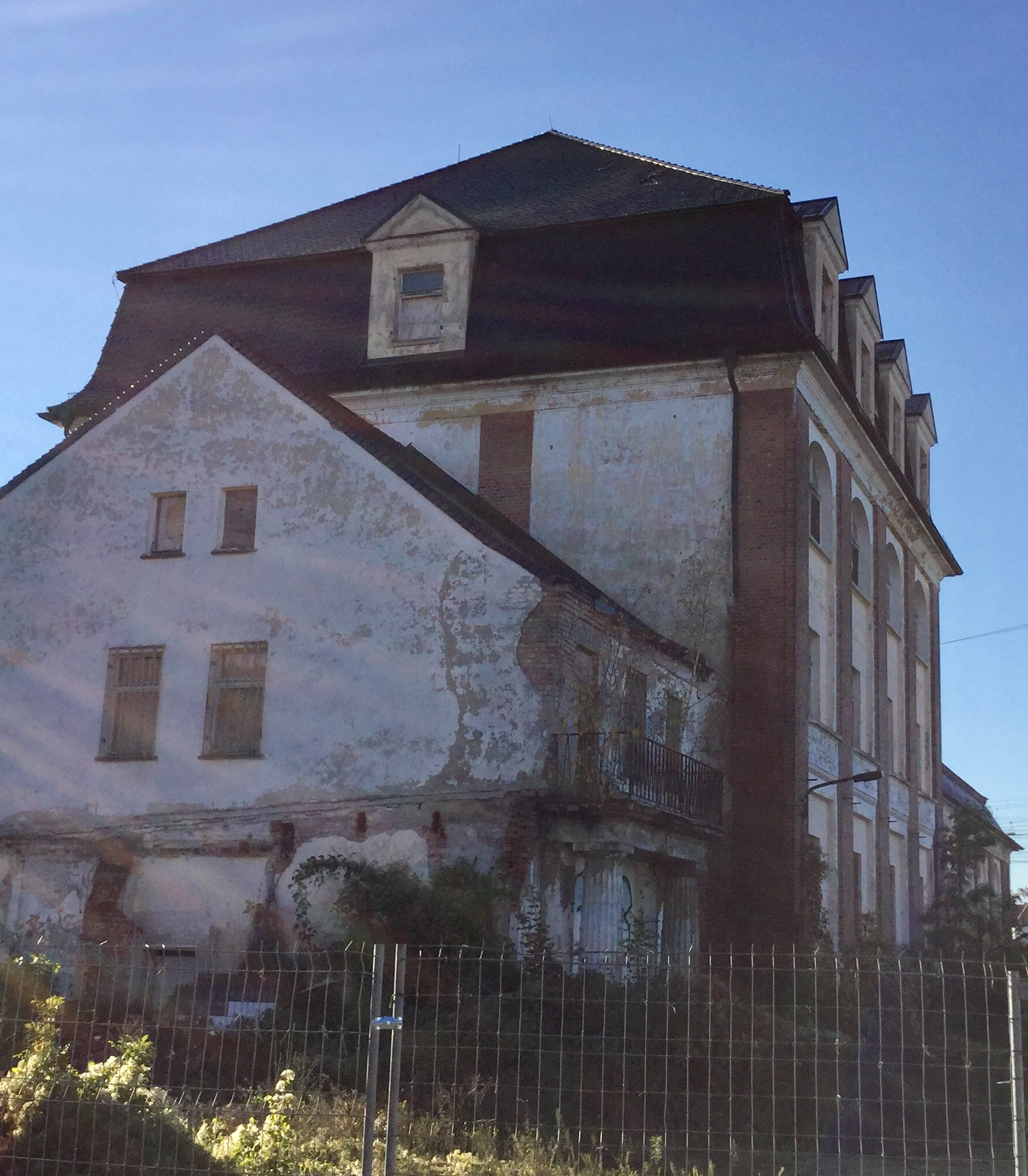
Blick von Nordwesten

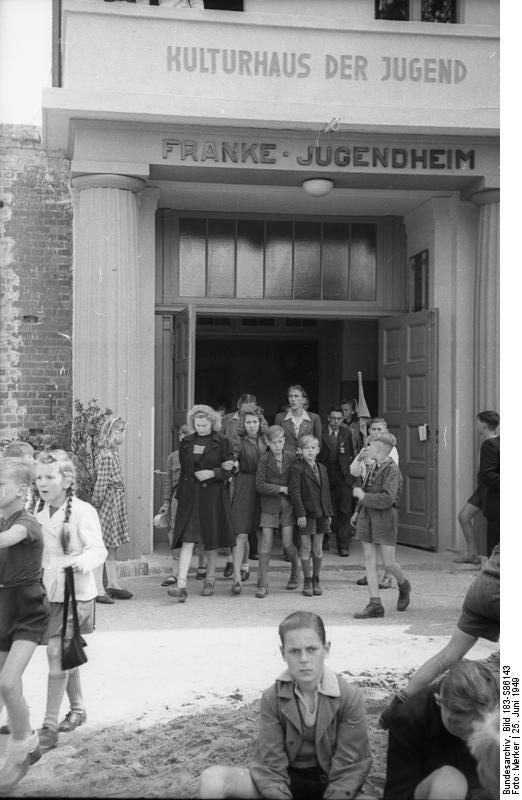
Wiedereinweihung im Jahr 1949

Das Haus Junger Talente, kurz auch nur Talente genannt, ist ein Kulturhaus in Magdeburg in Sachsen-Anhalt. Zeitweise galt das Gebäude als denkmalgeschützt.

## Lage
Es befindet sich in der Magdeburger Altstadt auf der Nordseite der Erich-Weinert-Straße an der Adresse Erich-Weinert-Straße 25. Unmittelbar westlich verläuft die Eisenbahnstrecke von Magdeburg nach Leipzig. Etwas östlich steht das AMO Kultur- und Kongreßhaus.

## Architektur und Geschichte

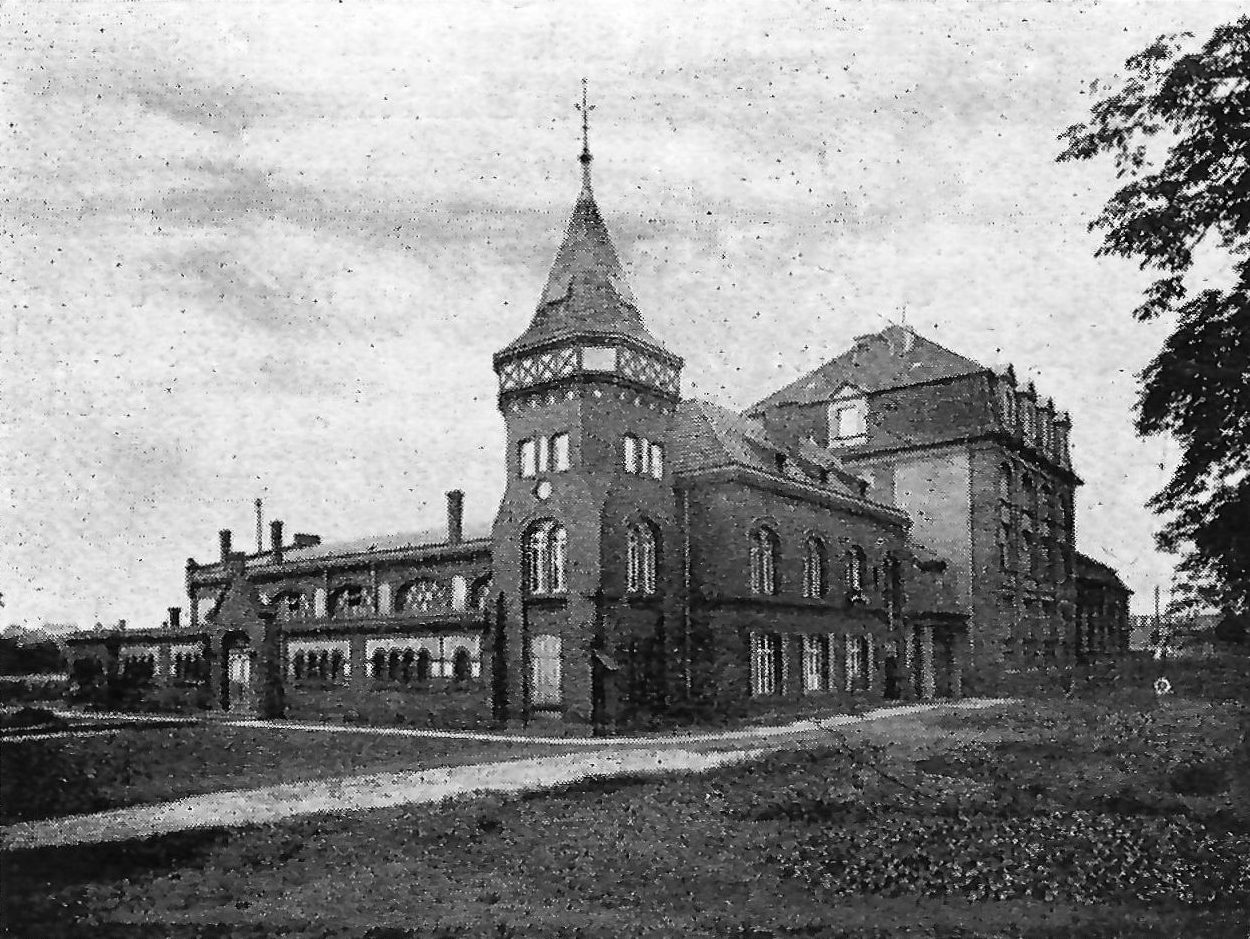
Franke-Jugendheim in den 1920er Jahren

Das Gebäude wurde 1914 als Jugendheim und Anbau an die Jahn-Turnhalle errichtet. Es entstand ein Mittelteil mit annähernd quadratischem Grundriss sowie zwei an West- bzw. Ostseite angrenzende Flügel. Insgesamt bildet der Grundriss des Ensembles ein langgestrecktes Rechteck. Der Mittelbau erhebt sich deutlich über die Seitenflügel und ist von einem Mansardwalmdach bedeckt. Der südwestliche Flügel ist dreigeschossig und trägt ebenfalls ein Mansardwalmdach. In diesem Flügel ist ein großer Saal mitsamt Bühne untergebracht. Der nordöstliche deutlich kürzere Flügel ist zweigeschossig und wird von einem Satteldach bekrönt.
Während der 1920er Jahre befand sich im als Franke-Jugendheim betriebenen Haus mit der damaligen Adresse Werner-Fritze-Straße 25 auch ein Büro des Internationalen Bunds.
In der Zeit des Nationalsozialismus waren mehrere nationalsozialistische Jugendverbände im Gebäude ansässig, so der Obergau des Bundes Deutscher Mädel und der Bann 231 der Hitlerjugend. Die Jahn-Turnhalle wurde von der Hitlerjugend Gebiet 23 (Mittelelbe) und dem MTV 1848 e.V. genutzt.

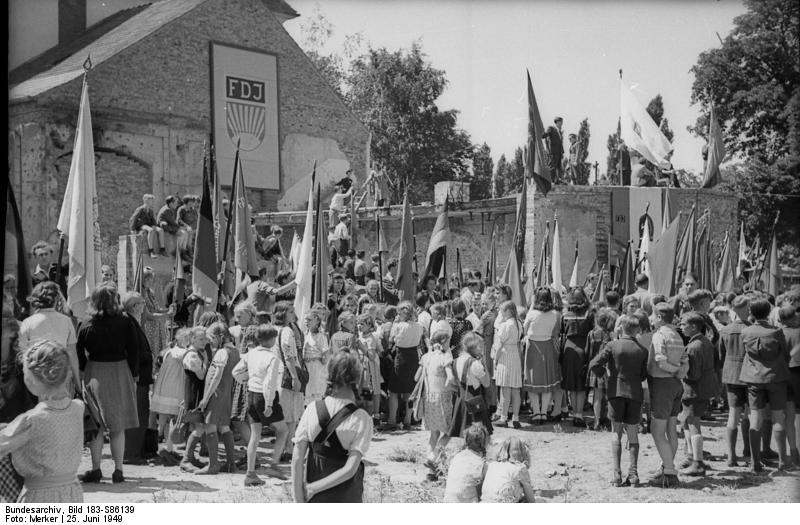
Baustelle und Einweihungsfeier 1949

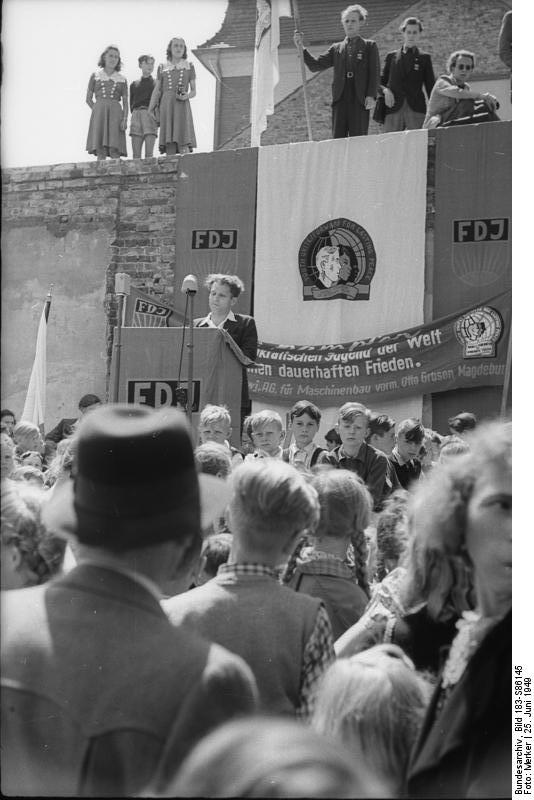
Rede Robert Menzels zur Einweihung 1949

Während des Zweiten Weltkriegs wurde die Jahn-Turnhalle zerstört. Sie wurde 1948 durch einen Küchentrakt ersetzt, der jedoch 2003 wieder abgerissen wurde. Das Gebäude wurde von der FDJ übernommen und instand gesetzt. Die Einweihung als Kulturhaus der FDJ, Francke-Jugendheim erfolgte am 25. Juni 1949. Als Redner traten der Magdeburger Oberbürgermeister Walter Kaßner und der Vorsitzende des Landesvorstandes der FDJ, Robert Menzel, auf. Nach der Nutzung als Kulturhaus durch die Zeit der DDR hindurch, steht das Gebäude seit etwa den 1990er Jahren leer.
Am 3. August 1995 wurde es als Baudenkmal in das Denkmalverzeichnis eingetragen. Bei einer späteren Überprüfung ergab sich jedoch die Einschätzung, dass das Gebäude aufgrund starker Überformungen nicht die gesetzlichen Anforderungen an ein Kulturdenkmal erfüllt. Die Austragung aus dem Denkmalverzeichnis erfolgte am 28. März 2003.
Das Gebäude befindet sich in Privateigentum. Der Eigentümer soll einen Abriss beabsichtigen, wobei eine Nachnutzbarkeit des Geländes unklar ist. Gegen einen Abriss gab es wiederholt Initiativen im Magdeburger Stadtrat.